# Eria kamlangensis
Eria kamlangensis är en orkidéart som beskrevs av A.Nageswara Rao. Eria kamlangensis ingår i släktet Eria och familjen orkidéer.
Artens utbredningsområde är Arunachal Pradesh. Inga underarter finns listade i Catalogue of Life.